# Gaetano Miroballi
Gaetano Miroballi (Napoli, 1629 – Amalfi, 8 settembre 1681) è stato un arcivescovo cattolico italiano.

## Biografia
Nato a Napoli nel 1629,  fu nominato arcivescovo metropolita di Amalfi da papa Innocenzo XI il 27 novembre 1679. Ricevette l'ordinazione episcopale il 30 novembre 1679 dal cardinale Gaspare Carpegna. Resse l'arcidiocesi fino all'8 settembre 1681, giorno della sua morte.

## Genealogia episcopale
La genealogia episcopale è:
- Cardinale Scipione Rebiba
- Cardinale Giulio Antonio Santori
- Cardinale Girolamo Bernerio, O.P.
- Arcivescovo Galeazzo Sanvitale
- Cardinale Ludovico Ludovisi
- Cardinale Luigi Caetani
- Cardinale Ulderico Carpegna
- Cardinale Paluzzo Paluzzi Altieri degli Albertoni
- Cardinale Gaspare Carpegna
- Arcivescovo Gaetano Miroballi